# Kolbermoor
Kolbermoor là một thị xã ở huyện Rosenheim, bang Bayern, Đức.
Đô thị này tọa lạc 5 km về phía bắc của Rosenheim.Đây là nơi sinh ra của cựu cầu thủ bóng đá người Đức thi đấu ở vị trí tiền vệ Bastian Schweinsteiger